# Psychotria psychotrioides
Psychotria psychotrioides là một loài thực vật có hoa trong họ Thiến thảo. Loài này được (DC.) Roberty miêu tả khoa học đầu tiên năm 1954.